# Ų̄
Ų̄ (minuscule : ų̄), appelé U macron ogonek, est une lettre latine utilisée dans l’écriture de plusieurs langues athapascanes : kaska, tagish, tutchone du Nord, tutchone du Sud.
Il s’agit de la lettre U diacritée d’un macron et d’un ogonek.

## Usage informatique
Le U macron ogonek peut être représenté avec les caractères Unicode suivants : 
- précomposé et normalisé NFC (latin étendu A, diacritiques) :

| formes    | représentations | chaînes de caractères | points de code | descriptions                                        |
| --------- | --------------- | --------------------- | -------------- | --------------------------------------------------- |
| capitale  | Ų̄               | Ų◌̄                    | U+0172 U+0304  | lettre majuscule latine u ogonek diacritique macron |
| minuscule | ų̄               | ų◌̄                    | U+0173 U+0304  | lettre minuscule latine u ogonek diacritique macron |

- décomposé et normalisé NFD (latin de base, diacritiques) :

| formes    | représentations | chaînes de caractères | points de code       | descriptions                                                    |
| --------- | --------------- | --------------------- | -------------------- | --------------------------------------------------------------- |
| capitale  | Ų̄               | U◌̨◌̄                   | U+0055 U+0328 U+0304 | lettre majuscule latine u diacritique ogonek diacritique macron |
| minuscule | ų̄               | u◌̨◌̄                   | U+0075 U+0328 U+0304 | lettre minuscule latine u diacritique ogonek diacritique macron |